# 投影 (关系代数)
投影（关系代数）是SQL运算中的关系表子集运算操作。
对于关系表R，设关于它属性的一个属性子集为S，则投影的结果为 πs(R) = R中所有只对应属性S的集合。